# Ahvenlampi (sjö i Finland, Norra Österbotten, lat 65,97, long 28,63)
Ahvenlampi är en sjö i Finland. Den ligger i kommunen Kuusamo i landskapet Norra Österbotten, i den nordöstra delen av landet, 700 km norr om huvudstaden Helsingfors. Ahvenlampi ligger 303,5 meter över havet. Arean är 30,2 hektar och strandlinjen är 3,78 kilometer lång. Sjön  ingår i Ijo älvs huvudavrinningsområde. 